# Desaguadero
Desaguadero é um povoado na fronteira entre a Bolívia e o Peru, no qual tem início o rio Desaguadero, sangradouro do lago Titicaca. No lado peruano, a leste da estrada, na rodovia Pan-americana, há um pequeno morro, de cima do qual é possível ver a grande extensão do Titicaca.